# Соляний шток

Соляний шток

Соляний шток — вертикальне циліндричне тіло, яке складене сіллю і протикає вищезалеглі відклади. Соляний шток, зокрема, виявлено в Дніпровсько-Донецькій западині.

## Загальний опис
Соляні штоки утворюють в осадовому чохлі округлі або еліптичні в горизонтальному перетині колони діаметром 8—9 км і висотою приблизно до 10 км. У покрівлі штоків присутній кепрок. У деяких куполах кепрока, іноді разом з кам'яною сіллю, формує карнизи (оверхенги), що нависають над соляними штоками. У закритих діапіров відкладення, що покривають покрівлю соляного штока, зазвичай розбиті численними скидами, які іноді утворюють надсклепінні грабени.
Вершини деяких соляних штоків розмиті і мають вигляд зрізаних конусів (Ельтон, Пекін), багато хто має еліптичні обриси. Свердловини, пробурені в склепінних частинах соляних куполів, розкривають скорочені потужності надсольових порід, а свердловини, пробурені в міжкупольних просторах — збільшені.

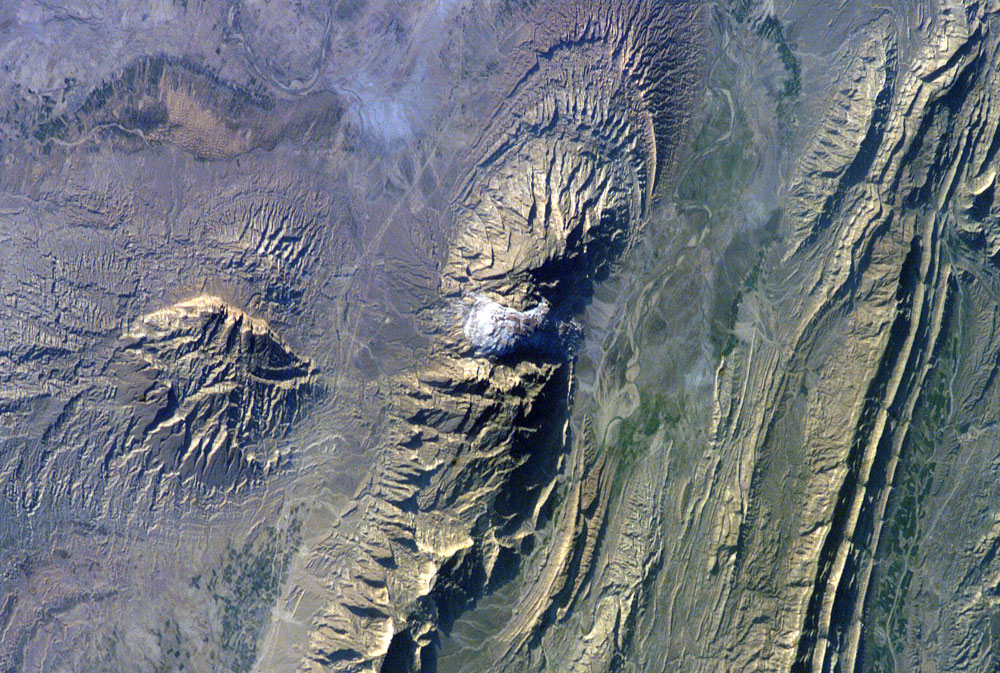
Соляні куполи. Загрос.

Куполоподібні складки, що утворилися в результаті соляної тектоніки, називають соляними куполами. Складаються з соляного ядра (штока) і прорваного або непрорваного ним комплексу гірських порід, які не містять солей. З соляними куполами часто пов’язані родовища нафти й газу.

## Вивчення
Вивченням великих схилів і карнизів соляних штоків займається свердловинна сейсморозвідка, при цьому вибухи виконують по радіусах від свердловини, а в свердловину спускаються сейсмоприймачі.
Невизначеність в картуванні форми соляного штоку зумовлена: поверхневими умовами — наявністю населеного пункту; неоднозначністю результатів 3D сейсморозвідки в приштокових ділянках.